# Camet
Camet es una pequeña localidad argentina situada en el partido bonaerense de General Pueyrredón, ubicada 5 km al norte de Mar del Plata y 400 km al sudeste de la Ciudad de Buenos Aires. En sus inmediaciones se ubica el Aeropuerto Internacional Astor Piazzolla.
Sus principales vías de transporte son el Ferrocarril General Roca que une la Ciudad de Buenos Aires con Mar del Plata y la Autovía 2.
En su geografía oriental, junto al mar, posee el llamado Parque Camet que es un llano recreativo con árboles, confiterías, juegos, fogones, etc.

## Despliegue de las Fuerzas Armadas
| Unidades de la Guar Ej Mar del Plata                                                         | Abreviatura      |
| -------------------------------------------------------------------------------------------- | ---------------- |
| Agrupación de Artillería Antiaérea de Ejército 601-Escuela                                   | Agr AA Ej 601-Ec |
| Grupo de Artillería Antiaéreo 601                                                            | GAA 601          |
| Grupo de Artillería Antiaéreo Mixto 602                                                      | GAA Mix 602      |
| Grupo de Mantenimiento de Sistemas de Artillería Antiaéreos 601 «Mayor Marcelo Sergio Novoa» | G Mant SAA 601   |

## Población
Su población era de 8458 habitantes (Indec, 2001), la cual forma parte del aglomerado Gran Mar del Plata. Según el INDEC también forman parte de esta población los barrios Aeropuerto, Barrio Parque Félix Camet y Lomas de Camet.